# Practical Magic 2
Practical Magic 2 es una próxima película estadounidense de comedia romántica y fantasía de 2026 dirigida por Susanne Bier y escrita por Akiva Goldsman, como secuela de la película Practical Magic de 1998. La película está basada en la novela de Alice Hoffman de 2021, The Book of Magic, una secuela de la novela original . Está protagonizada por Sandra Bullock, Nicole Kidman, Stockard Channing y Dianne Wiest, quienes repiten sus papeles de la primera película y producen junto a Denise Di Novi, junto con nuevos miembros del elenco, incluidos Joey King, Xolo Maridueña, Maisie Williams y Lee Pace . La película está programada para estrenarse el 18 de septiembre de 2026.

## Reparto
- Sandra Bullock como Sally Owens
- Nicole Kidman como Gillian Owens
- Stockard Channing como Frances Owens
- Dianne Wiest como Bridget "Jet" Owens
- Joey King
- Xolo Maridueña
- Maisie Williams
- Lee Pace
- Solly McLeod

## Producción
El 10 de junio de 2024, Warner Bros. Pictures anunció que estaba desarrollando una secuela de la película de 1998 , Magia Práctica, con Akiva Goldsman como guionista. Sandra Bullock y Nicole Kidman estaban en negociaciones para repetir sus papeles y producir la película con Denise Di Novi .  El 13 de junio de 2024, Kidman confirmó su regreso junto a Bullock. 
En julio, Di Novi declaró que la secuela se basaba en la novela secuela The Book of Magic, también de Alice Hoffman .  Di Novi también afirmó que el equipo esperaba filmar en 2025.  En enero de 2025, Susanne Bier estaba en conversaciones para dirigir la película.  Bier fue anunciada como directora en mayo de 2025, con Joey King en conversaciones para unirse a la película.   En julio, King fue confirmado, junto con Xolo Maridueña, Maisie Williams, Lee Pace y Solly McLeod . 
La fotografía principal comenzó el 18 de julio de 2025 en los estudios Warner Bros. de Leavesden, en Inglaterra.  

## Estreno
Practical Magic 2 está previsto que se lance el 18 de septiembre de 2026. 